# Sœurs missionnaires comboniennes
Les Sœurs missionnaires comboniennes (en latin : Sorores Missionariae Combonianae) sont une congrégation religieuse féminine missionnaire de droit pontifical.

## Historique

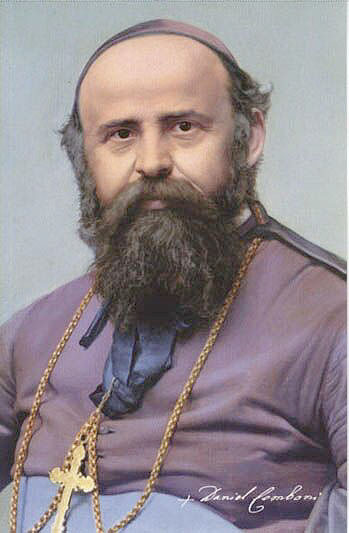
Daniel Comboni, fondateur de la congrégation.

Après un bref passage comme missionnaire au Soudan, Daniel Comboni (1831-1881) rédige en 1864 un plan pour la régénération de l'Afrique pour focaliser l'intérêt de l'Église de l'évangélisation du continent africain. En 1867, il fonde à Vérone les fils du Sacré-Cœur de Jésus (maintenant missionnaires comboniens du Sacré-Cœur). La tentative de créer une branche féminine échoue et Comboni se tourne vers les Sœurs de Saint-Joseph-de-l'Apparition qui rejoignent ses premiers missionnaires en Afrique centrale. 
Invité par la congrégation de la propagation de la foi, Comboni fonde le 1er janvier 1872 à Vérone l'institut des pieuses mères de l'Afrique (Institutum Piarum Matrum Nigritiae), le départ du fondateur pour l'Afrique prive la congrégation de conseils faisant autorité mais les difficultés sont vaincus par l'entrée dans l'institut de Marie Bollezzoli, 1re supérieure générale de l'institut, sous son généralat, les pieuses mères connaissent un développement rapide. 
Le 8 décembre 1874, l'évêque de Vérone, Luigi di Canossa donne aux huit premières candidates les constitutions qu'il a examinées et approuvées et leur permet de commencer le noviciat, Comboni revient un instant à Vérone et reçoit les vœux des deux premières sœurs le 15 octobre 1876.
Les premières religieuses, dont Giuseppa Scandola, atteignent l'Afrique en 1877. La mort de Comboni et la guerre des mahdistes au Soudan provoquent de nouvelles difficultés à la congrégation (huit religieuses sont capturées et restent longtemps captives des rebelles) mais sous la direction de mère Bollezzoli, les pieuses mères surpassent la crise. Le plus grand développement de la congrégation a lieu entre 1930 et 1960, lorsqu'elles étendent leurs œuvres aux territoires du Moyen-Orient et à l'Amérique.
La congrégation reçoit le décret de louange le 22 février 1897 et ses constitutions sont définitivement approuvées par le Saint-Siège le 10 juin 1912.

## Activités et diffusion
L'objectif spécifique des Sœurs missionnaires comboniennes est l'évangélisation des pays d'Afrique mais elles travaillent aussi dans le domaine de l'évangélisation dans les pays d'autres continents.
Elles sont présentes en :
- Afrique : Cameroun, République centrafricaine, République démocratique du Congo, Égypte, Érythrée, Éthiopie, Kenya, Mozambique, Ouganda, Soudan, Tchad, Togo, Zambie.
- Europe : Allemagne, Espagne, Italie, Pologne, Portugal, Royaume-Uni.
- Amérique : Brésil, Colombie, Costa Rica, Équateur, États-Unis, Guatemala, Mexique, Pérou.
- Asie : Émirats Arabes Unis, Israël, Jordanie.

La maison généralice est à Rome.
En 2017, la congrégation comptait 1289 sœurs dans 164 maisons.